# Вэльхпеляк-Яха
Вэльхпеляк-Яха — река в России, протекает по территории города Ноябрьска и Пуровского района Ямало-Ненецкого автономного округа. Длина реки составляет 90 км. В 67 км от устья по левому берегу реки впадает река Патнаяха.

## Описание
Начинается на юге округа, вблизи границы с Сургутским районом Ханты-Мансийского автономного округа на высоте примерно 130 метров над уровнем моря. От истока течёт на северо-запад среди сосново-берёзового леса. В среднем течении берега заболочены. Ниже по течению по берегам в составе леса появляются лиственница и кедр. В низовьях присутствуют ягельники. Ниже места сближения с Итуяхой Вэльхпеляк-Яха поворачивает на северо-восток. Устье реки находится в 5 км по левому берегу реки Ханаяха на высоте 72,4 метра над уровнем моря. Высота устья — 72,4 м над уровнем моря.

## Этимология
Название реки произошло из лесного ненецкого языка, на котором звучит как Валь пеляк’ дяха и имеет значение 'река маленькой лёгкой половинки'.

## Хозяйственное освоение
В самых верховьях река пересекается дорогой Сургут—Ноябрьск, в среднем течении — линией электропередачи.

## Данные водного реестра
По данным государственного водного реестра России относится к Нижнеобскому бассейновому округу, водохозяйственный участок реки — Пур. Речной бассейн реки — Пур.
Код объекта в государственном водном реестре — 15040000112115300055288.